# Šumná (district de Znojmo)
Pour les articles homonymes, voir Šumná.
Šumná (avant 1949 : Šumvald ; en allemand : Schönwald) est une commune du district de Znojmo, dans la région de Moravie-du-Sud, en République tchèque. Sa population s'élevait à 632 habitants en 2020.

## Géographie
Šumná se trouve à 16 km au nord-ouest de Znojmo, à 62 km au sud-ouest de Brno et à 165 km au sud-est de Prague.
La commune est limitée par Štítary à l'ouest et au nord, par Vranovská Ves au nord-est, par Olbramkostel à l'est, par Vracovice, Lesná et Onšov au sud.

## Histoire
La première mention écrite de la localité date de 1798.

## Transports
Par la route, Šumná se trouve à 17,7 km de Znojmo, à 87,5 km de Brno et à 196 km de Prague.